# 西原さおり
西原 さおり（にしはら さおり、6月16日 - ）は、日本の女性声優、ナレーター。熊本県熊本市出身。SAOLIO代表、過去の所属はパインズ。

## 来歴
元々は福岡でナレーターやラジオパーソナリティとして活動しており、多くのラジオでレギュラーパーソナリティーを勤めていた。その後2004年に上京し、CMや司会、講師などとして幅広く活動している。2007年にはテレビアニメ『らき☆すた』の成実ゆい役として、声優の仕事も本格的に始めた。デビューはCMナレーションであり、その仕事に対して特別な思い入れがあると本人は語っている。
趣味はベリーダンス、ヨガ、映画鑑賞など。映画館には月に5、6回程足を運んでおり、仕事の空き時間などにも行くことがある。ブログでも映画館や試写会、DVDなどで見た映画に関しての感想が多く載せられている。
2011年8月27日にブログで結婚を公表した。

## 出演

### テレビアニメ
- らき☆すた（2007年、成実ゆい[5]）

### ゲーム
- らき☆すた ネットアイドル・マイスター（成実ゆい）
- らき☆すたの森（成実ゆい）
- らき☆すた 〜陵桜学園 桜藤祭〜（成実ゆい）

### CD
- らき☆すた キャラクターソング Vol.012 ななことゆい
- らき☆すた ドラマCD（成実ゆい）

### 公演
- 言葉を伝える
- 響きの森の歌

### ナレーション

#### テレビ
- NHK Eテレ「3か月トピック英会話」
- NHK Eテレ「まる得マガジン」
- NHK Eテレ「日曜フォーラム」
- NHK BS1「すこやかオリエンタル」「手作りオリエンタル」
- NHK「おおいた美の風景」
- NHKハイビジョン特集「鳴き砂～不思議の浜の物語」
- NHK「にっぽん鳴き砂紀行」
- NHK「九州沖縄スペシャル～田染庄」
- NHK「地球ウォーカー」（シリーズ多数）
- NHK「ザ・プロフェッショナル」（シリーズ多数）
- NHK「技～極める」（シリーズ多数）
- BS日テレ「魅惑のインドシナ紀行」
- フジテレビ「めざにゅ～」（生ナレーション）
- BS朝日「ぷ知蔵」　他多数

#### DVD
- たかの友梨アーユルヴェーダ美人道
- 高山なおみの四季のゆっくりごはん
- らき☆すた in 武道館 あなたのためだから

#### CM
- ミスタードーナツ
- ファミリーマート
- ピエトロ
- 三越
- 大塚製薬
- NTTドコモ
- 九州電力